# Lijst van Stolpersteine in Midden-Drenthe
De Lijst van Stolpersteine in Midden-Drenthe geeft een overzicht van de Stolpersteine die in de gemeente Midden-Drenthe in de Nederlandse provincie Drenthe zijn geplaatst in het kader van het Stolpersteine-project van de Duitse beeldhouwer-kunstenaar Gunter Demnig.
Stolpersteine zijn opgedragen aan slachtoffers van het nationaalsocialisme, al diegenen die zijn vervolgd, gedeporteerd, vermoord, gedwongen te emigreren of tot zelfmoord gedreven door het nazi-regime. Demnig legt voor elk slachtoffer een aparte steen, meestal voor de laatste zelfgekozen woning.
Omdat het Stolpersteine-project doorloopt, kan deze lijst onvolledig zijn.

## Stolpersteine
In de gemeente Midden-Drenthe liggen 91 Stolpersteine: 54 in Beilen, zes in Bovensmilde, twee in Drijber, een in Elp, vier in Hoogersmilde, een in Hooghalen, negentien in Smilde, twee in Westerbork, een in Wijster en een in Zwiggelte.

### Bovensmilde
In Bovensmilde liggen zes Stolpersteine op zes adressen.
| Afbeelding | Inscriptie | Adres          | Herdachte persoon            |
| ---------- | --- | -------------- | ---------------------------- |
|            | HIER WOONDE JAN BOER GEB. 1913 VERZETSSTRIJDER GEARRESTEERD 23.1.1943 BEZWEKEN AAN ONTBERINGEN 19.6.1945 EINDHOVEN           | Kanaalweg 132  | Jan Boer (1913-1945)         |
|            | HIER WOONDE CORNELIS JANSSEN GEB. 1922 VERZETSSTRIJDER GEARRESTEERD 2.6.1944 BEZWEKEN AAN ONTBERINGEN 3.5.1945 NEUSTADT      | Kanaalweg 193  | Cornelis Janssen (1922-1945) |
|            | HIER WOONDE JAN OFFEREINS GEB. 1922 VERZETSSTRIJDER GEARRESTEERD 29.12.1944 BEZWEKEN AAN ONTBERINGEN 10.4.1945 WILHELMSHAVEN | Norgervaart 11 | Jan Offereins (1922-1945)    |
|            | HIER WOONDE HEIN OLDENKAMP GEB. 1919 VERZETSSTRIJDER GEARRESTEERD 9.4.1945 VERMOORD 9.4.1945 APPELSCHA                       | Kanaalweg 126  | Hein Oldenkamp (1919-1945)   |
|            | HIER WOONDE JAN OOSTERWIJK GEB. 1888 VERZETSSTRIJDER GEARRESTEERD 6.1.1943 BEZWEKEN AAN ONTBERINGEN 2.2.1945 DACHAU          | Kanaalweg 207  | Jan Oosterwijk (1888-1945)   |
|            | HIER WOONDE AAFKO DE VRIES GEB. 1908 VERZETSSTRIJDER GEARRESTEERD 26.1.1945 VERMOORD 8.3.1945 WOESTE HOEVE                   | Witterweg 1    | Aafko de Vries (1908-1945)   |

### Drijber
In Drijber liggen twee Stolpersteine op een adres.
| Afbeelding | Inscriptie | Adres        | Herdachte persoon          |
| ---------- | --- | ------------ | -------------------------- |
|            | HIER WOONDE JACOB MIJNHEER GEB. 1905 VERZETSSTRIJDER GEARRESTEERD 1945 BEZWEKEN AAN ONTBERINGEN 24.4.1945 UITHUIZERMEEDEN | Berkenweg 10 | Jacob Mijnheer (1905-1945) |
|            | HIER WOONDE JAN VROOM GEB. 1920 VERZETSSTRIJDER GEARRESTEERD 1945 VERMOORD 8.3.1945 DE WOESTE HOEVE                       | Berkenweg 10 | Jan Vroom (1920-1945)      |

### Elp
In Elp ligt een Stolperstein.
| Afbeelding | Inscriptie                                                                                    | Adres           | Herdachte persoon    |
| ---------- | --------------------------------------------------------------------------------------------- | --------------- | -------------------- |
|            | HIER WOONDE HARM BOS GEB. 1919 VERZETSSTRIJDER GEARRESTEERD 1943 VERMOORD 5.5.1943 LEEUWARDEN | Hogebrinksweg 9 | Harm Bos (1919-1943) |

### Hoogersmilde
In Hoogersmilde liggen vier Stolpersteine op vier adressen.
| Afbeelding | Inscriptie | Adres                      | Herdachte persoon                  |
| ---------- | --- | -------------------------- | ---------------------------------- |
|            | HIER WOONDE JOHANNES BOSSCHER GEB. 1920 VERZETSSTRIJDER GEARRESTEERD 6.11.1944 BEZWEKEN AAN ONTBERINGEN 14.3.1945 NEUENGAMME | Rijksweg 235               | Johannes Bosscher (1920-1945)      |
|            | OP VENESLUIS 559 WOONDE WILLEM BRUGGINK GEB. 1919 VERZETSSTRIJDER GEARRESTEERD 6-11-1944 VERMOORD 13-3-1945 WÖBBELIN         | P.R. Roelfsema Rzn.-weg 24 | Willem Bruggink (1919-1945)        |
|            | HIER WERKTE PIETER ROELF ROELFSEMA GEB. 1898 VERZETSSTRIJDER GEARRESTEERD 8-11-1944 VERMOORD 9-11-1944 GRONINGEN             | P.R. Roelfsema Rzn.-weg 24 | Pieter Roelf Roelfsema (1898-1944) |
|            | HIER WOONDE AREND TIBBEN GEB. 1910 VERZETSSTRIJDER GEARRESTEERD 31.11.1944 VERMOORD 19.3.1945 NEUENGAMME                     | Bosweg 4                   | Arend Tibben (1910-1945)           |

### Hooghalen
In Hooghalen ligt een Stolperstein.
| Afbeelding | Inscriptie                                                                                        | Adres            | Herdachte persoon       |
| ---------- | ------------------------------------------------------------------------------------------------- | ---------------- | ----------------------- |
|            | HIER WOONDE LUBBE BOXEM GEB. 1893 VERZETSSTRIJDER GEARRESTEERD 1944 VERMOORD 11.3.1945 NEUENGAMME | Laaghalerveen 42 | Lubbe Boxem (1893-1945) |

### Smilde
In Smilde liggen negentien Stolpersteine op negen adressen.
| Afbeelding | Inscriptie | Adres           | Herdachte persoon                       |
| ---------- | --- | --------------- | --------------------------------------- |
|            | HIER WOONDE BENJAMIN VAN DAM GEB. 1925 GEDEPORTEERD 1942 UIT WESTERBORK VERMOORD 31.10.1943 BLECHHAMMER                     | Veenhoopsweg 49 | Benjamin van Dam (1925-1943)            |
|            | HIER WOONDE ESTHER VAN DAM GEB. 1919 GEDEPORTEERD 1943 UIT APELDOORN VERMOORD 5.5.1943 AUSCHWITZ                            | Veenhoopsweg 49 | Esther van Dam (1919-1943)              |
|            | HIER WOONDE SIMON VAN DAM GEB. 1887 GEDEPORTEERD 1942 UIT WESTERBORK VERMOORD 8.10.1942 AUSCHWITZ                           | Veenhoopsweg 49 | Simon van Dam (1887-1942)               |
|            | HIER WOONDE REBEKKA VAN DAM-LEEZER GEB. 1892 GEDEPORTEERD 1942 UIT WESTERBORK VERMOORD 8.10.1942 AUSCHWITZ                  | Veenhoopsweg 49 | Rebekka van Dam-Leezer (1892-1942)      |
|            | HIER WOONDE JAN ELEVELD GEB. 1920 VERZETSSTRIJDER GEARRESTEERD 8.4.1945 VERMOORD 8.4.1945 APPELSCHA                         | Kanaalweg 132   | Jan Eleveld (1920-1945)                 |
|            | HIER WOONDE AUKE FEENSTRA GEB. 1891 VERZETSSTRIJDER GEARRESTEERD 22.11.1944 BEZWEKEN AAN ONTBERINGEN 30.4.1945 SANDBOSTEL   | Kanaalweg 132   | Auke Feenstra (1891-1945)               |
|            | HIER WOONDE HARMANNUS JANSSEN GEB. 1904 VERZETSSTRIJDER GEARRESTEERD 6.11.1944 BEZWEKEN AAN ONTBERINGEN 8.3.1945 WÖBBELIN   | Kanaalweg 65    | Harmannus Janssen (1904-1945)           |
|            | HIER WOONDE MARKUS JANSSEN GEB. 1901 VERZETSSTRIJDER GEARRESTEERD 6.11.1944 BEZWEKEN AAN ONTBERINGEN 6.3.1945 WÖBBELIN      | Kanaalweg 65    | Markus Janssen (1901-1945)              |
|            | HIER WOONDE JAN LUDWIG GEB. 1918 VERZETSSTRIJDER GEARRESTEERD 14.9.1942 BEZWEKEN AAN ONTBERINGEN 4.3.1945 MELK AN DER DONAU | Veenhoopsweg 58 | Jan Ludwig (1918-1945)                  |
|            | HIER WOONDE DAVID MAGNUS GEB. 1918 GEDEPORTEERD 1942 UIT WESTERBORK VERMOORD 30.9.1942 AUSCHWITZ                            | Hoofdweg 105    | David Magnus (1918-1942)                |
|            | HIER WOONDE MOZES MAGNUS GEB. 1875 GEDEPORTEERD 1942 UIT WESTERBORK VERMOORD 15.10.1942 AUSCHWITZ                           | Hoofdweg 105    | Mozes Magnus (1875-1942)                |
|            | HIER WOONDE NATHAN MAGNUS GEB. 1877 GEDEPORTEERD 1942 UIT WESTERBORK VERMOORD 22.10.1942 AUSCHWITZ                          | Kanaalweg 132   | Nathan Magnus (1877-1942)               |
|            | HIER WOONDE SIMON MAGNUS GEB. 1863 GEDEPORTEERD 1942 UIT WESTERBORK VERMOORD 15.10.1942 AUSCHWITZ                           | Hoofdweg 105    | Simon Magnus (1863-1942)                |
|            | HIER WOONDE LOUISA MAGNUS-GANS GEB. 1875 GEDEPORTEERD 1942 UIT WESTERBORK VERMOORD 22.10.1942 AUSCHWITZ                     | Kanaalweg 132   | Louisa Magnus-Gans (1875-1942)          |
|            | HIER WOONDE RIENTJE MAGNUS- VAN DER WIJK GEB. 1874 GEDEPORTEERD 1942 UIT WESTERBORK VERMOORD 12.10.1942 AUSCHWITZ           | Hoofdweg 105    | Rientje Magnus-van der Wijk (1874-1942) |
|            | HIER WOONDE MARCUS MOZES VAN SPIER GEB. 1937 GEDEPORTEERD 1943 UIT WESTERBORK VERMOORD 17.9.1943 AUSCHWITZ                  | Hoofdweg 16     | Marcus Mozes van Spier (1937-1943)      |
|            | HIER WOONDE ISAAK ELIAS VAN SPIER GEB. 1910 GEDEPORTEERD 1943 UIT WESTERBORK VERMOORD 24.1.1944 AUSCHWITZ                   | Hoofdweg 16     | Isaak Elias van Spier (1910-1944)       |
|            | HIER WOONDE REGINA VAN SPIER-DE JONG GEB. 1910 GEDEPORTEERD 1943 UIT WESTERBORK VERMOORD 17.9.1943 AUSCHWITZ                | Hoofdweg 16     | Regina van Spier-de Jong (1910-1943)    |
|            | HIER WOONDE ALBERT TURKSMA GEB. 1917 VERZETSSTRIJDER GEARRESTEERD 8.4.1945 VERMOORD 8.4.1945 WATEREN                        | Hoofdweg 91     | Albert Turksma (1917-1945)              |

### Westerbork
In Westerbork liggen twee Stolpersteine op twee adressen.
| Afbeelding | Inscriptie                                                                                            | Adres          | Herdachte persoon           |
| ---------- | --- | -------------- | --------------------------- |
|            | HIER WOONDE JAN DE LEEUW GEB. 1910 VERZETSSTRIJDER GEARRESTEERD 1944 VERMOORD 7.2.1945 NEUENGAMME     | Westeinde 49   | Jan de Leeuw (1910-1945)    |
|            | HIER WOONDE HENDRIKUS PRONK GEB. 1911 VERZETSSTRIJDER GEARRESTEERD 1944 VERMOORD 19.10.1944 HOOGHALEN | Hoofdstraat 23 | Hendrikus Pronk (1911-1944) |

### Wijster
In Wijster ligt een Stolperstein.
| Afbeelding | Inscriptie                                                                                           | Adres      | Herdachte persoon          |
| ---------- | --- | ---------- | -------------------------- |
|            | HIER WOONDE WILLEM DIJKEMA GEB. 1909 VERZETSSTRIJDER GEARRESTEERD 1944 VERMOORD 26.3.1945 BROCKZETEL | Looveen 16 | Willem Dijkema (1909-1945) |

### Zwiggelte
In Zwiggelte ligt een Stolperstein.
| Afbeelding | Inscriptie                                                                                                 | Adres                | Herdachte persoon                |
| ---------- | --- | -------------------- | -------------------------------- |
|            | HIER WOONDE MEINDERT MEINDERTSMA GEB. 1887 VERZETSSTRIJDER GEARRESTEERD 1944 VERMOORD 19.2.1945 NEUENGAMME | Oranjekanaal N.Z. 12 | Meindert Meindertsma (1887-1945) |

## Data van plaatsingen
- 5 november 2014: 15 Stolpersteine
- 24 april 2015: 15 Stolpersteine
- 6 april 2016: Hooghalen, een Stolperstein op Laaghalerveen 42
- 5 oktober 2017: Hoogersmilde, twee Stolpersteine op Bosweg 4, Rijksweg 235
- 13 april 2025: Hoogersmilde, twee Stolpersteine op twee locaties bij P.R. Roelfsema Rzn.-weg 24